# Unió de Centristes
La Unió de Centristes (grec 'Eνωση Κεντρώων, Enosi Kentroon) és un partit polític grec fundat el 1992 per Vassilis Levendis amb el nom d'Unió de Centristes i Ecologistes, com a continuació de la Unió de Centre. Pretenia ocupar l'espai del centre polític de Grècia tot recuperant el llegat d'Elevthérios Venizelos i Geórgios Papandreu. Tanmateix, la seva influència política és marginal.

## Resultats electorals

### Eleccions legislatives
| Any       | Líder             | Parlament Hel·lènic | Parlament Hel·lènic | Parlament Hel·lènic | Parlament Hel·lènic | Pos. | Govern            |
| Any       | Líder             | Vots                | %                   | Escons              | +/−                 | Pos. | Govern            |
| --------- | ----------------- | ------------------- | ------------------- | ------------------- | ------------------- | ---- | ----------------- |
| 1993      | Vassilis Leventis | 15,926              | 0.23%               | 0 / 300             | Nou                 | 7è   | Extraparlamentari |
| 1996      | Vassilis Leventis | 48,659              | 0.72%               | 0 / 300             | =                   | 7è   | Extraparlamentari |
| 2000      | Vassilis Leventis | 23,218              | 0.34%               | 0 / 300             | =                   | 7è   | Extraparlamentari |
| 2004      | Vassilis Leventis | 19,510              | 0.26%               | 0 / 300             | =                   | 7è   | Extraparlamentari |
| 2007      | Vassilis Leventis | 20,840              | 0.29%               | 0 / 300             | =                   | 8è   | Extraparlamentari |
| 2009      | Vassilis Leventis | 18,296              | 0.27%               | 0 / 300             | =                   | 11è  | Extraparlamentari |
| 2012 (I)  | Vassilis Leventis | 38,313              | 0.61%               | 0 / 300             | =                   | 17è  | Extraparlamentari |
| 2012 (II) | Vassilis Leventis | 17,145              | 0.28%               | 0 / 300             | =                   | 14è  | Extraparlamentari |
| 2015 (I)  | Vassilis Leventis | 110,923             | 1.79%               | 0 / 300             | =                   | 9è   | Extraparlamentari |
| 2015 (II) | Vassilis Leventis | 186,644             | 3.44%               | 9 / 300             | 9                   | 6è   | Oposició          |
| 2019      | Vassilis Leventis | 70,178              | 1.24%               | 0 / 300             | 9                   | 9è   | Extraparlamentari |
| 2023 (I)  | Vassilis Leventis | 22,449              | 0.38%               | 0 / 300             | =                   | 16è  | Extraparlamentari |
| 2023 (II) | Vassilis Leventis | 14,881              | 0.29%               | 0 / 300             | =                   | 16è  | Extraparlamentari |

### Eleccions europees
| Parlament Europeu | Parlament Europeu | Parlament Europeu | Parlament Europeu | Parlament Europeu | Parlament Europeu | Parlament Europeu |
| Any               | Líder             | Vots              | %                 | Escons            | +/−               | Pos.              |
| ----------------- | ----------------- | ----------------- | ----------------- | ----------------- | ----------------- | ----------------- |
| 1994              | Vassilis Leventis | 77,951            | 1.19%             | 0 / 21            | Nou               | 7è                |
| 1999              | Vassilis Leventis | 52,512            | 0.82%             | 0 / 21            | -                 | 9è                |
| 2004              | Vassilis Leventis | 34,511            | 0.56%             | 0 / 21            | -                 | 9è                |
| 2009              | Vassilis Leventis | 19,660            | 0.38%             | 0 / 21            | -                 | 14è               |
| 2014              | Vassilis Leventis | 36,879            | 0.65%             | 0 / 21            | -                 | 19è               |
| 2019              | Vassilis Leventis | 82,072            | 1.45%             | 0 / 21            | -                 | 10è               |
| 2024              | Vassilis Leventis | 10,933            | 0.27%             | 0 / 21            | -                 | 22è               |